# Hughe Knatchbull-Hugessen
Hughe Knatchbull-Hugessen (26 mars 1886 - 21 mars 1971) est un diplomate britannique.

## Biographie
Issu de la gentry, il fait ses études à Eton, puis au Balliol College d'Oxford. Il entre au Foreign Office en 1908 et occupe les postes suivants :
- 1926-1930 : Counsellor à l'ambassade en Belgique
- 1930-1934 : Minister dans les États baltes
- 1934-1936 : Minister en Iran
- 1936-1938 : ambassadeur en Chine
- 1939-1944 : ambassadeur en Turquie
- 1944-1947 : ambassadeur en Belgique

Il prend sa retraite en 1947. L'ambassadeur Hugue est surtout connu pour avoir enfreint les règles de sécurité des ambassades britanniques en 1943/1944. Pour son confort personnel, il travaillait dans sa résidence au lieu de travailler dans les locaux de son ambassade voisine. D'autre part, fin 1943, il embauche comme valet de chambre, un turc du nom de Elyesa Bazna qui se révélera par la suite avoir été l'un des meilleurs espions allemands. Elyesa (alias Cicéron pour les services allemands) parviendra à prendre une série de photos des documents ultra secrets que Sir Hugue étudiait à sa résidence. Il permit ainsi aux Allemands de faire pression sur le gouvernement turc pour empêcher qu'ils ne sortent de leur position de neutralité. Les informations pour des raisons inconnues ne furent pas sérieusement exploitées par les Allemands, sans doute lié à un agent américain infiltré qui donna l'alerte très vite sur l'existence d'une fuite à Ankara. Cicéron parvint à découvrir qu'une enquête était en cours a Ankara sur lui en avril 1944 et décida d'arrêter les photographies, puis décida de démissionner. Sir Hugue fut rappelé à Londres en août 1944, à la suite de nouvelles informations reçues d'un agent à Berlin qui démontraient sa négligence.